# Annelise Reichmann
Annelise Reichmann (* 3. Januar 1902 in Niederjeutz; † 21. November 2000 in Bingen am Rhein) war eine deutsche Malerin und Grafikerin des 20. Jahrhunderts.

## Leben
Im Jahre 1919 übersiedelte Annelise Reichmann mit ihrer Familie nach Darmstadt.
Nach dem Studium der Kunstgeschichte und parallelem Zeichen- und Malunterricht bei Albert Hartmann an der Technischen Hochschule in Darmstadt, war sie 1925–1928 Schülerin bei dem Hanauer Maler Reinhold Ewald.
Im Jahre 1929 schloss sich ein einjähriger Studienaufenthalt in Paris an.
In der Zeit des Nationalsozialismus war sie Mitglied der Reichskammer der bildenden Künste und konnte sich an Ausstellungen beteiligen. Dennoch wurde 1937 im Rahmen der deutschlandweiten konzertierten Aktion „Entartete Kunst“ von den Nationalsozialisten aus dem Hessischen Landesmuseum Darmstadt ein Gemälde-Stillleben Annelise Reichmanns beschlagnahmt und vernichtet. Die konkreten Gründe dafür sind nicht ersichtlich, dürften jedoch in der Expressivität des Werks liegen.
Bei einem Luftangriff im Zweiten Weltkrieg wurde die Wohnung Annelise Reichmanns zerstört. Danach übersiedelte sie nach Jugenheim an der Bergstraße.
Im Jahr 1948 berief sie Hans Soeder an die Werkkunstschule nach Wiesbaden.
Dort unterrichtete sie in den Fächern Holzschnitt und Naturzeichnen.
Seit den 1960er Jahren lebte Reichmann in Bingen am Rhein, ohne je ihre starke Bindung an Darmstadt zu verlieren.
1952 bis 1965 freie Glasgestalterin bei Grobbauer Glas in Darmstadt.

## Werk
Geistige Konzentration und souveräne Handhabung der technisch-handwerklichen Mittel verband Annelise Reichmann zu Kunstwerken von großer Intensität und Qualität.
Neben einem Holzschnittwerk, in dem sie mittelalterliche Strenge mit expressiven Elementen verknüpfte, und Landschafts- und Architektur-Aquarellen – so hielt sie das kriegszerstörte Darmstadt, die Bergstraße, den Odenwald und den Rheingau in zahlreichen Blättern fest – entstanden in den 1920er Jahren auch Buchillustrationen für die „Gesellschaft Hessischer Bücherfreunde“.
1952 Entwurf des Hauptfensters „Erzengel Michael“ für die Liebfrauenkirche in Darmstadt im Glasmaler-Atelier Grobbauer.

## Ausstellungen in der Zeit des Nationalsozialismus
- 1934: München, Neue Pinakothek („Süddeutsche Kunst in München“)
- 1935: Darmstadt, Städtisches Ausstellungsgebäude Mathildenhöhe („Kunstschau Deutsche Meister“)
- 1940: Darmstadt, Städtisches Ausstellungsgebäude Mathildenhöhe („Ausstellung von Kunstwerken Darmstädter Künstler und aus Darmstädter Privatbesitz“)